# الكلية العليا للتجارة في باريس
الكلية العليا للتجارة في باريس (الكلية العليا للتجارة في باريس) هي كلية للتعليم العالي الفرنسي في باريس وهي متواجدة أيضا في انكلترا، إسبانيا، إيطاليا وألمانيا.
الاختصاصات الرئيسية في الكلية: العلوم الاقتصادية، الاجتماعية، وعلم الإدارة، بالإضافة إلى مواد في الحقوق، العلوم المالية، القدرات البشرية، الاتصالات، التسويق، وتاسيس شركات.
الكلية بادارة وملك غرفة التجارة والصناعة في باريس، وذلك منذ العام 1868.
هي حاليا من الكليات الكبرى في التجارة والإدارة وعدد طلاّبها حوال 4000 طالب اجتازوا اختبارا جديّا للدخول إلى الكلية.
صنّفت الكلية عاشرة بين كليات الأعمال سنة 2012 حسب ال«فاينانشال تايمز» وهي الأولى في الدراسات العليا في مجال الإدارة سنة 2010 حسب المصدر نفسه، والثانية سنة 2012.
برامجها معتمدة من قبل المؤسسات العالمية: جمعية تطوير كليات إدارة الأعمال أي أي سي أس بي et EQUIS ,AMBA. يحاضر فيها مجموعة من كبار رجال الاقتصاد والأعمال والسياسة بينهم جان بيار رافاران رئيس فرنسا السابق وميشال بارنييه، مسؤول لجنة الاتحاد الأوروبي ل: "Market and Services".

## تاريخ الكلية
تأسست في باريس عام 1819، وهي بالتالي أولى الكليات العليا للتجارة، بمبادرة من مجموعة اقتصاديين ورجال أعمال.
منذ بداياتها، جذبت مجموعة من الطلاب الأجانب حيث استقطبت سنة 1824: 118 طالبا بينهم 36 طالبا أجنبيّا.
منذ نشأتها وعلى مدار سنوات عديدة واجهت أزمات عديدة لتستقر سنة 1868 بملكيّة غرفة التجارة والصناعة في بارس وفي مقرّها الحالي في مباني مصنّفة تاريخية شيّدت في القرن التاسع عشر ومبنى جديد شيّد عام 1970 من تصميم المهندس ليونارد موراندي.

## برامج ESCP Europe
يُعد «ماجستير الإدارة» هو البرنامج التاريخي للكلية انشأ عام 1819 وطلابها حاليا يمثلون 70 جنسية مختلفة. هذا الماستر مصنّف أول في فرنسا حسب ال"Financial times"، وذلك منذ ثلاث سنوات.
و يحصل بموجبه الطالب على دبلوم من ESCP Europe.
«ماجستير الأعمال الأوروبية» هو تخصص دولي في الإدارة والأعمال، ضمن الإطار الأوروبي، برامجه منظّمة مثل ال MBA. من المستحسن للدخول
إلى هذا الماستر أن يكون لدى الطالب سنتي خبرة في العمل، ويقبل في الكليّة على أساس امتحان دولي.
يمكن للطالب المقبول ان يدرس في مجمعين من أصل الخمسة المتواجدين في أوروبا، أو مع مجمع خارج أوروبا من بين:
AIT Bangkok، TEC de Monterrey، MDI de New Delhi، HSE Moscow.
يؤهّل الطالب المتخرج للعمل في الإدارة العامة، استشارت العلوم المالية والتسويق.